# Крістін Фросет

Крістін Фросет (англ. Kristine Frøseth; народ. 21 вересня 1996, Нью-Джерсі, США) — американська актриса.

## Біографія
Фросет народилася у США, хоча її батьки — вихідці з Норвегії. Через роботу її батька у дитинстві їй доводилося жити як у Норвегії, так і у США. Починала свою кар'єру як модель. У 2016 році знялася у кліпі співака The Weeknd «False Alarm».
Проходила кастинг до екранізації роману Джона Гріна «У пошуках Аляски», але у підсумку фільм не був знятий. Через декілька років за романом було знято міні-серіал У пошуках Аляски (прем'єра на Hulu відбулася у жовтні 2019), де актриса зіграла свою «роль мрії» — Аляску Янг.
Дебютом у кіно для К.Фросет стала роль у фільмі «За прірвою у житі». У 2018 році вона знялася у двох картиах, що вийшли на Netflix, «Сієрра Берджесс — невдаха» і «Апостол», а також у міні-серіалі «Правда у справі Гарі Квеберта».

## Фільмографія

### Фільми
| Рік  |   | Українська назва          | Оригінальна назва         | Роль     |
| ---- | - | ------------------------- | ------------------------- | -------- |
| 2017 | ф | За прірвою у житі         | Rebel in the Rye          | Ширлі    |
| 2018 | ф | Сієрра Берджесс — невдаха | Sierra Burgess Is a Loser | Вероніка |
| 2018 | ф | Апостол                   | Apostle                   | Ффіон    |
| 2019 | ф | Здобич                    | Prey                      | Маделін  |
| 2019 | ф | Відплив                   | Low Tide                  | Мері     |
| 2019 | ф | Асистентка                | The Assistant             | Сієнна   |
| 2022 | ф | Гостра палиця             | Sharp Stick               | Сара Джо |
| 2024 | ф |                           | Oh, Canada                | Алісія   |

### Телебачення
| Рік  |   | Українська назва              | Оригінальна назва                        | Роль                                     |
| ---- | - | ----------------------------- | ---------------------------------------- | ---------------------------------------- |
| 2018 | с | Правда у справі Гарі Квеберта | The Truth About the Harry Quebert Affair | Нола (10 епізодів)                       |
| 2019 | с | Суспільство                   | The Society                              | Келлі (10 епізодів)                      |
| 2019 | с | У пошуках Аляски              | Looking for Alaska                       | Аляска Янг (8 епізодів)                  |
| 2022 | с | Перша леді                    | First Lady                               | Бетті Форд (3 епізоди)                   |
| 2022 | с | Американські історії жахів    | American Horror Stories                  | Кобі Рей Деллум (Епізод: "Dollhouse")    |
| 2023 | с | Мисливиці                     | The Buccaneers                           | Аннабель «Нен» Сент-Джордж (16 епізодів) |